# Kerk van Tuse
De Kerk van Tuse (Deens: Tuse Kirke) is gelegen bij Holbæk in het noordwestelijke deel van het Deense eiland Seeland. De romaanse kerk gaat terug tot het jaar 1200, maar werd in de 15e eeuw vergroot. Uit deze tijd stammen de fresco's waaraan de kerk zo rijk is. Kansel, altaar en de verdere kerkinventaris stammen uit de 16e tot 17e eeuw. Een groot triomfkruis uit circa 1250 staat tegenwoordig in het Holbæk Museum.

## Kerkgebouw

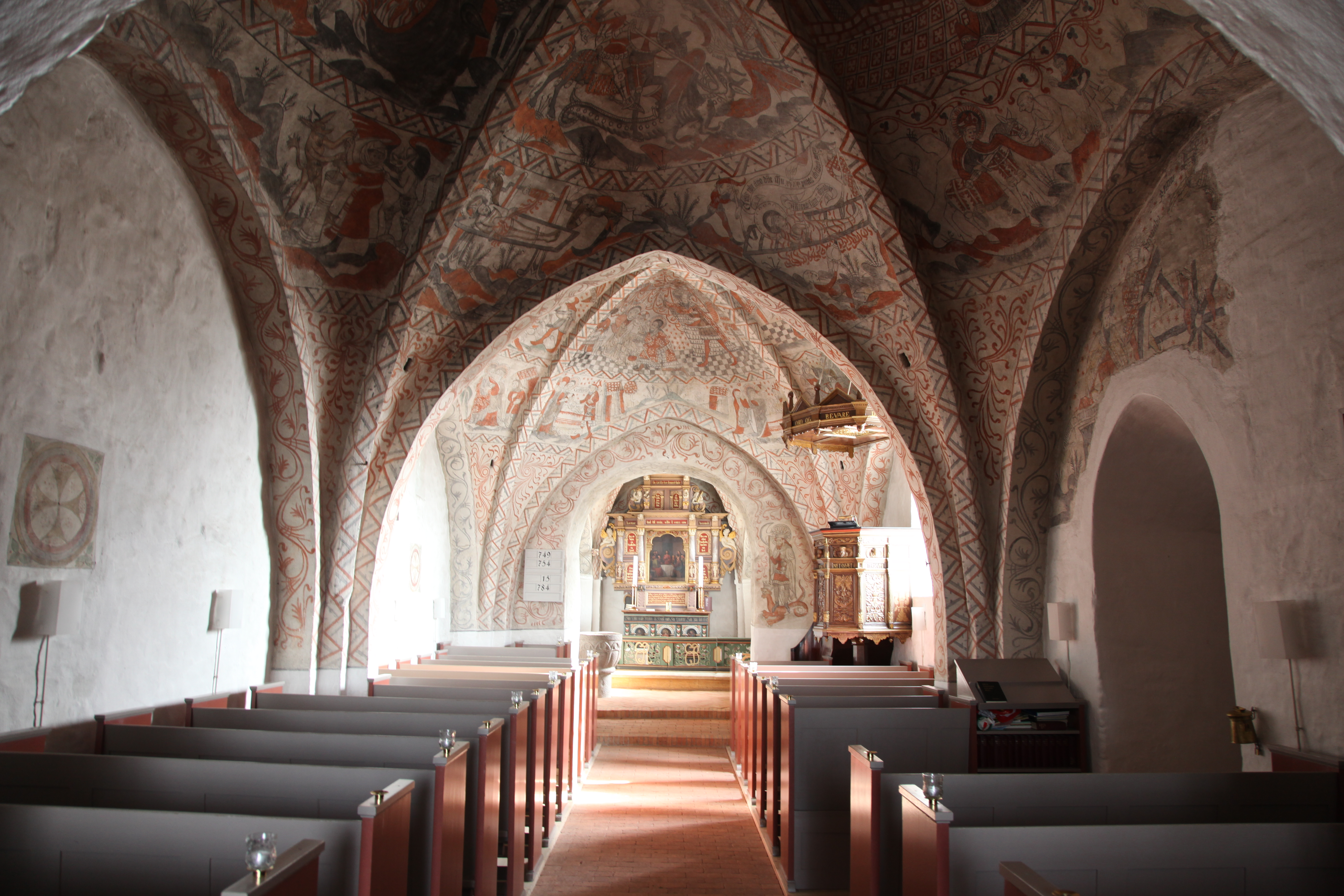
Interieur

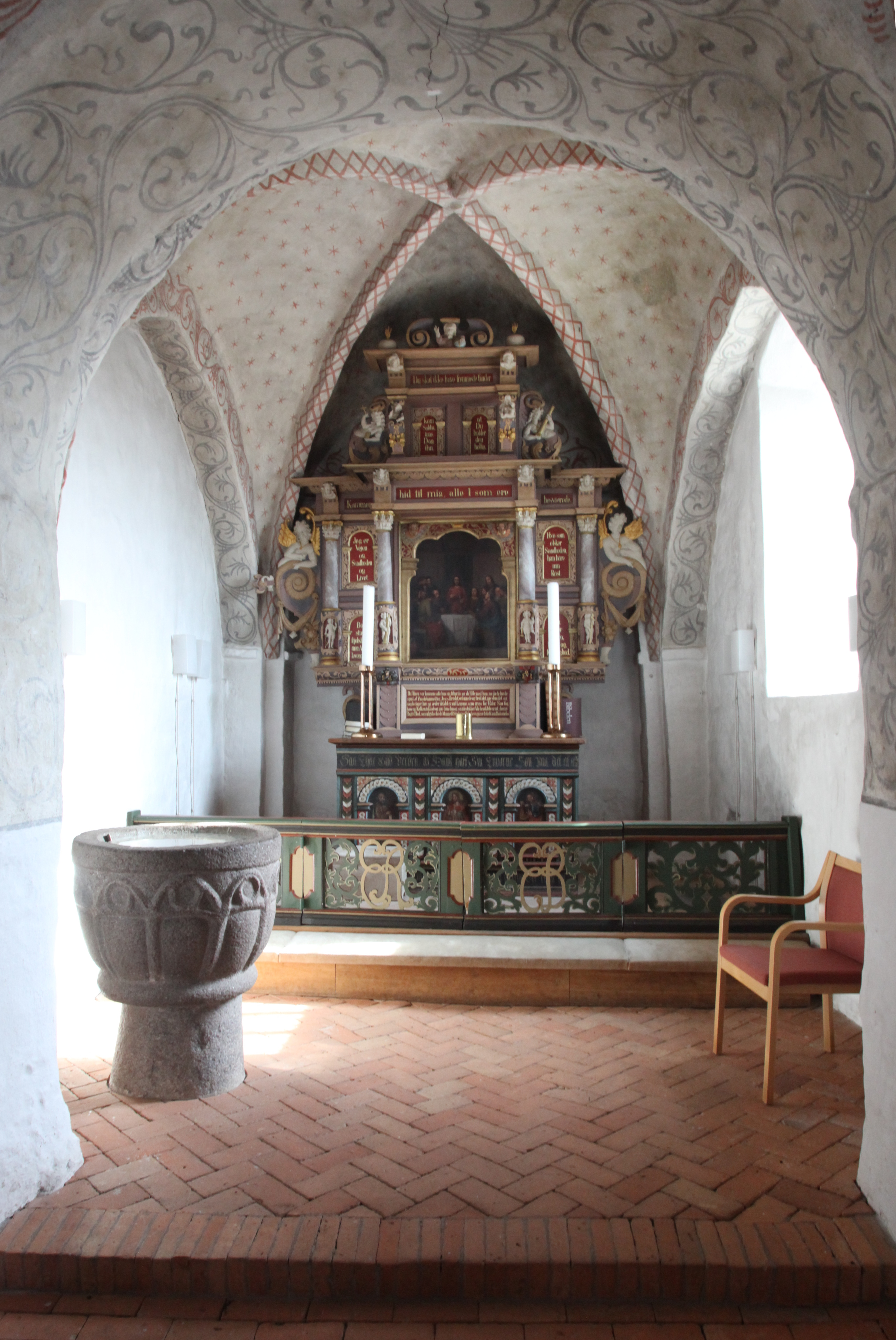
Altaar en doopvont

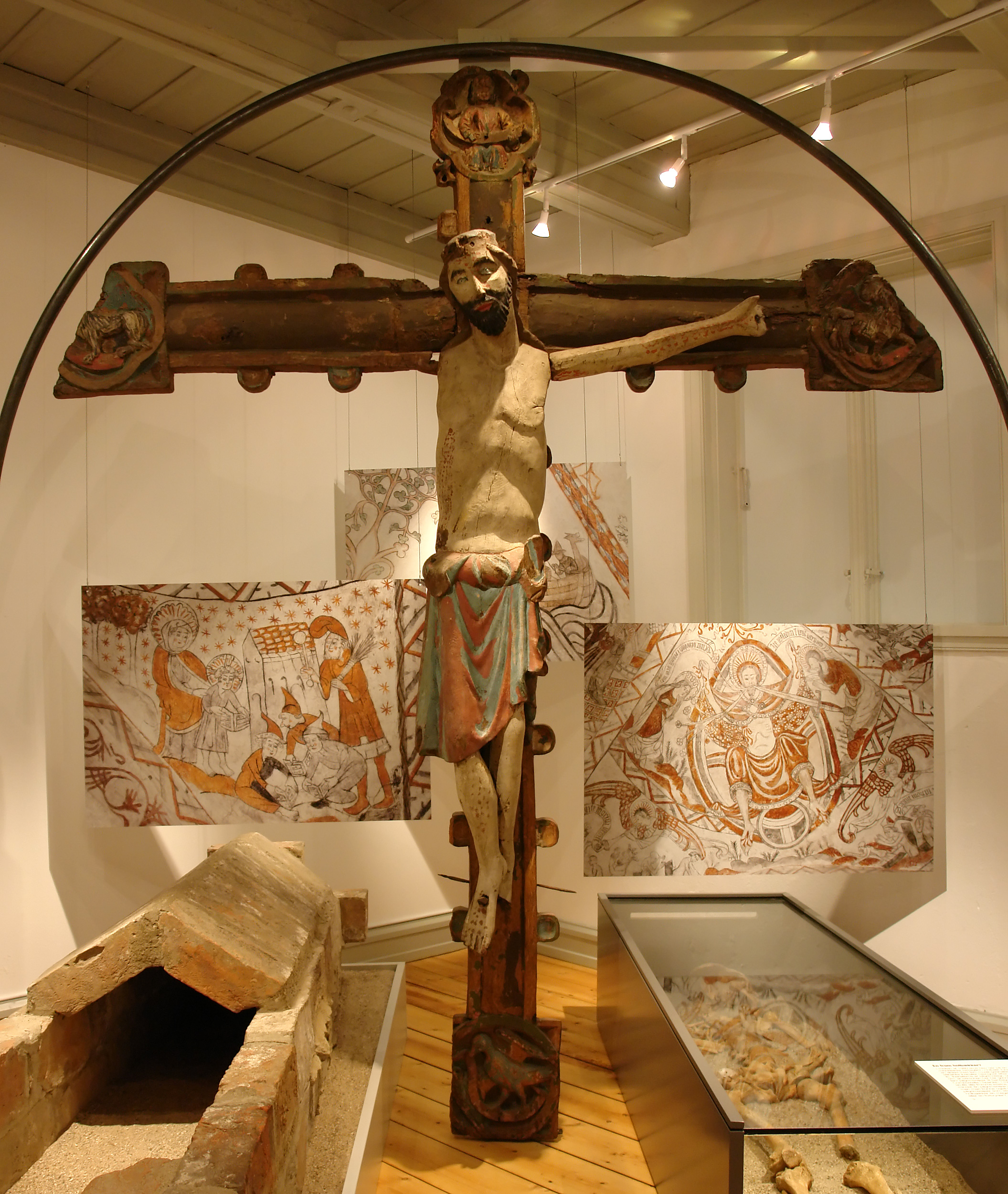
Triomfkruis (tegenwoordig in het Holbæk Museum)

De oorspronkelijk van veldstenen gebouwde romaanse kerk werd in de middeleeuwen aanzienlijk vergroot. In de 15e eeuw werden gotische gewelven in het koor ingebracht en iets later twee gewelven in verband met de verlenging van het kerkschip. Een steunbeer aan de noordelijke kant markeert de plaats waar het oude kerkschip samenkomt met het nieuwe. Deze plaats wordt op de zuidelijke kant door de rond 1500 gebouwde voorhal (wapenhuis) aan het oog onttrokken. Kort voor de reformatie in het begin van de 16e eeuw werd de westelijke toren met de voor Deense plattelandskerken typische trapgevels gebouwd.

## Inventaris

#### Preekstoel
De kansel uit 1584 heeft een opgang uit latere tijd. In de vier grote door zuilen gescheiden velden zijn loofwerk en gezichten ingesneden. Tegen de muur is er een vijfde veld zonder houtsnijwerk, het is echter wel beschilderd. De Latijnse tekst aan de preekstoel luidt: „VERBVM DOM(I)NI MANET IN ÆTERNVM“ (het Woord des Heren blijft eeuwig). Het aan de bovenste rand ingesneden jaartal 1684 zit er 100 jaar naast. Het grote klankbord hangt deels voor en in de nis van het raam, hetgeen erop wijst dat het oorspronkelijk in het koor heeft gestaan. De gebruikelijke duif in het klankbord is hier afwezig en vervangend door een rozet. De jaartallen 1857 aan het altaar en 1858 (MDCCCLVIII) aan de preekstoel verwijzen naar toen uitgevoerde restauraties.

#### Altaar
Het front van de altaartafel met het schilderij van Christus met de aardbol in het midden stamt uit het eerste kwartaal van de 17e eeuw. Links van Hem staat de apostel Petrus met de sleutel en rechts een lezende man, mogelijk de heilige Andreas (achter hem bevindt zich een bijzonder vormgegeven kruis), maar het zou ook Paulus kunnen zijn, die meestal met een boek wordt afgebeeld. Aan de bovenste en onderste rand staan teksten met woorden uit het evangelie van Johannes.
Boven de met teksten uit de Bijbel beschilderde predella staat het retabel. De vier vrouwen aan de zuilen dragen de werktuigen waarmee Jezus gefolterd werd: de zweep en roede, geselpaal, hamer en spijkers en het kruis. Vermoedelijk werd het schilderij van het Heilig Avondmaal bij de restauratie van 1858 ingebracht. Aan beide kanten van het middenveld staan naakte vrouwenfiguren.
Boven het middenveld zijn vrouwelijke allegorieën van de Deugd: links de Hoop en de Liefde, rechts het Geloof en de Moed. Op de zuidelijke kroonlijst stond tot enige tijd geleden het beeld van Johannes de Doper. Een soortgelijk beeld van Mozes heeft waarschijnlijk als tegenhanger op de noordelijke kant gestaan. In de top troont omgeven door vlammetjes de Schepper of de Heiland met de aardbol.
Omdat het altaar te groot is voor de ruimte is het oorspronkelijke waarschijnlijk niet voor deze kerk gebouwd. Zowel de altaartafel als het muurwerk moesten worden aangepast om het altaar hier op te kunnen stellen.

#### Overig
Het doopvont uit 1300 is van graniet gehouwen. Het vertoont invloeden van de Gotlandse doopvonten, waarvan de naburige kerk van Butterup er een bezit. De doopkan en de altaarkandelaren zijn modern en vervingen oudere voorwerpen, die in 1981 uit de kerk werden gestolen. Bij de diefstal werd ook het hierboven genoemde beeld van Johannes de Doper weggenomen.
De beide klokken stammen uit de jaren 1626 en 1761.
Het orgel van Poul-Gerhard Andersen Orgelbyggeri uit 1990 bezit 6 registers, manuaal en pedaal.

#### Triomfkruis
Tot voor kort bezat de kerk drie kruisbeelden. Het 2,53 hoge triomfkruis uit 1250 staat tegenwoordig in het museum van Holbæk. Uit het eerste kwart van de 16e eeuw dateert het crucifix aan de noordelijke muur.

## Muurschilderingen
In de jaren 1460-1480 voerde het atelier Isefjord een beschildering van het interieur uit, die vermoedelijk de muren, de gewelven van het koor en het kerkschip bedekte. Van de beschildering op de muren bleven twee fresco's bewaard, terwijl de beschildering van de gewelven met uitzondering van het koor vrijwel intact bleven. Veel meer kerken in Seeland werden door dit atelier beschilderd. Als voorbeeld diende de Latijnse Bijbel van de arme man, die ook afbeeldingen van heiligen en morele allegorieën bevatten. Ze werden in karakteristieke voorstellingen omgezet, waarin personen in de toenmalige kostuums verschijnen. Bij de fresco's werden zwarte, grijze en rode kleuren gebruikt.
Na vooronderzoek in de jaren 1888-1889, dat zich richtte op de vraag of de overgekalkte muurschilderingen weer hersteld konden worden, begon in 1890 de restauratie. Het was bekend dat het koorgewelf ooit versierd was met een voorstelling van het scheppingsverhaal. Omdat hier slechts resten van de voorstellingen werden herkend, heeft men geen pogingen ondernomen de fresco's te herstellen. In plaats daarvan heeft men de ranken en sterren in oorspronkelijke stijl over het hele gewelf aangebracht.
In de oostelijke gewelven van het schip beelden de fresco's de geschiedenis van Jezus als kind uit. Het overige deel van Zijn leven, met name de scènes uit de lijdensgeschiedenis, bevonden zich aan de muren. Ook deze fresco's waren te slecht om ze te kunnen restaureren.

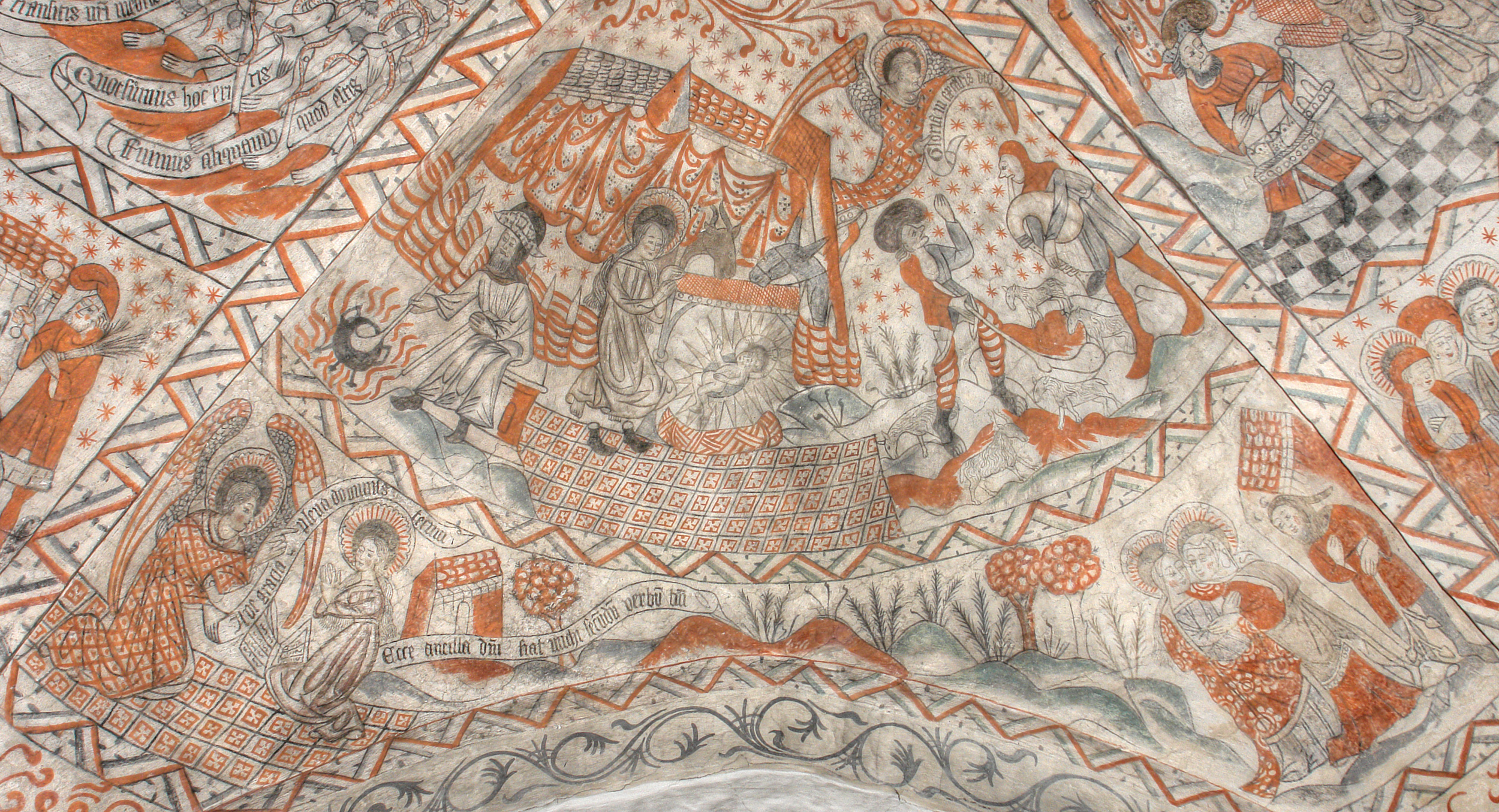
Geboorte van Jezus in de stal
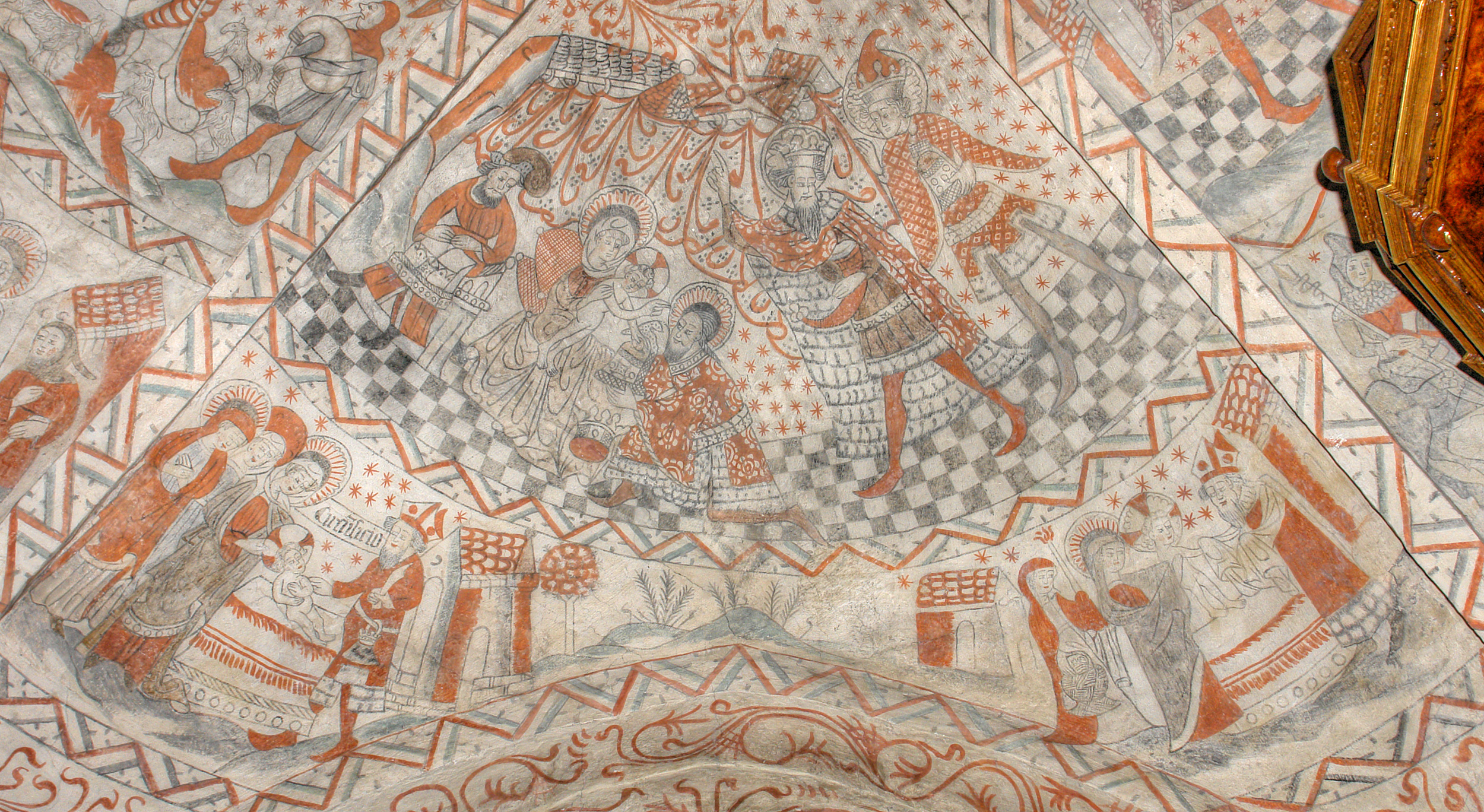
Aanbidding der koningen
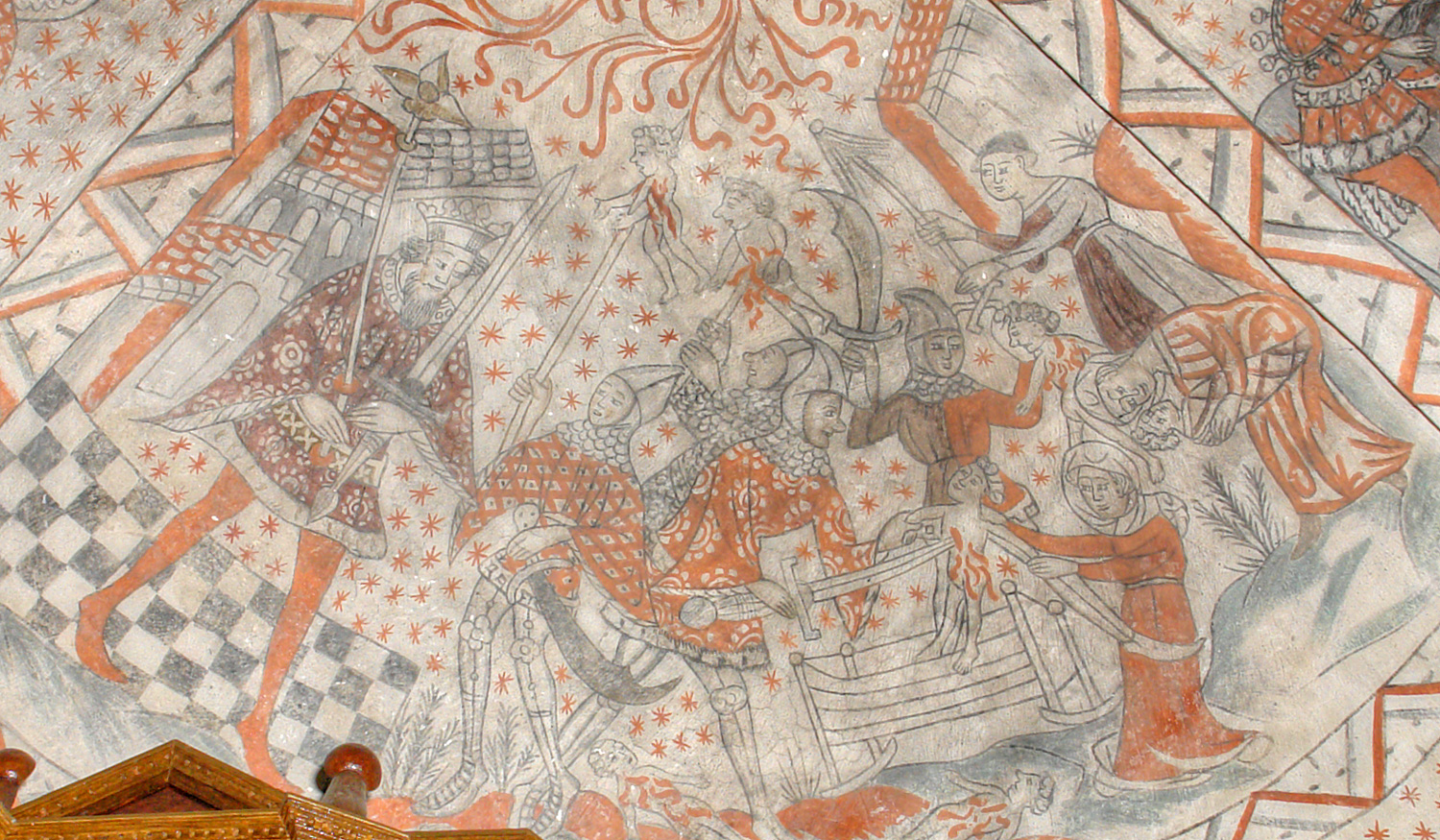
Kindermoord in Betlehem
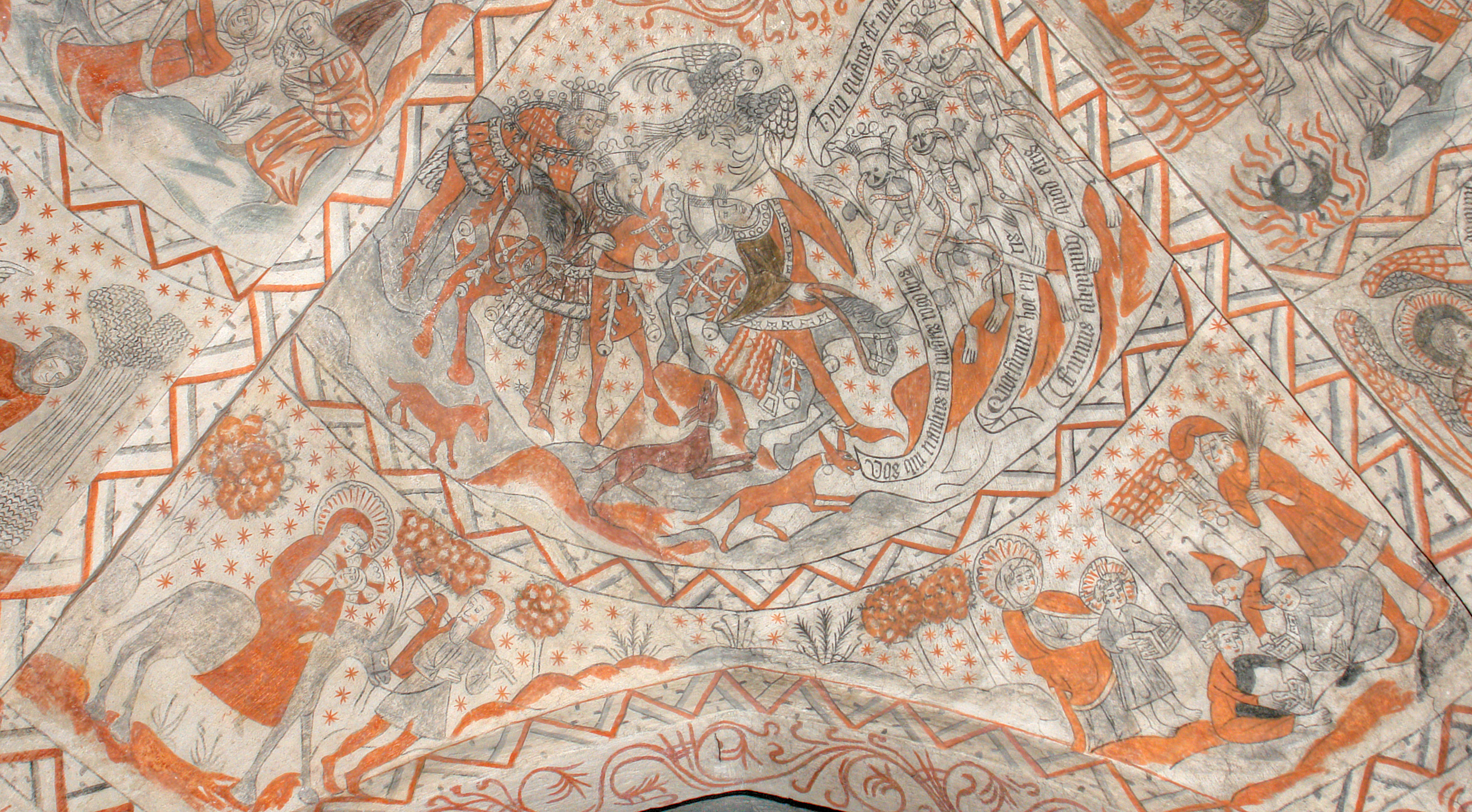
Memento Mori

De westelijke gewelven bevatten voorstellingen over de kerk, de heiligen, het alledaagse leven en hemel en hel.

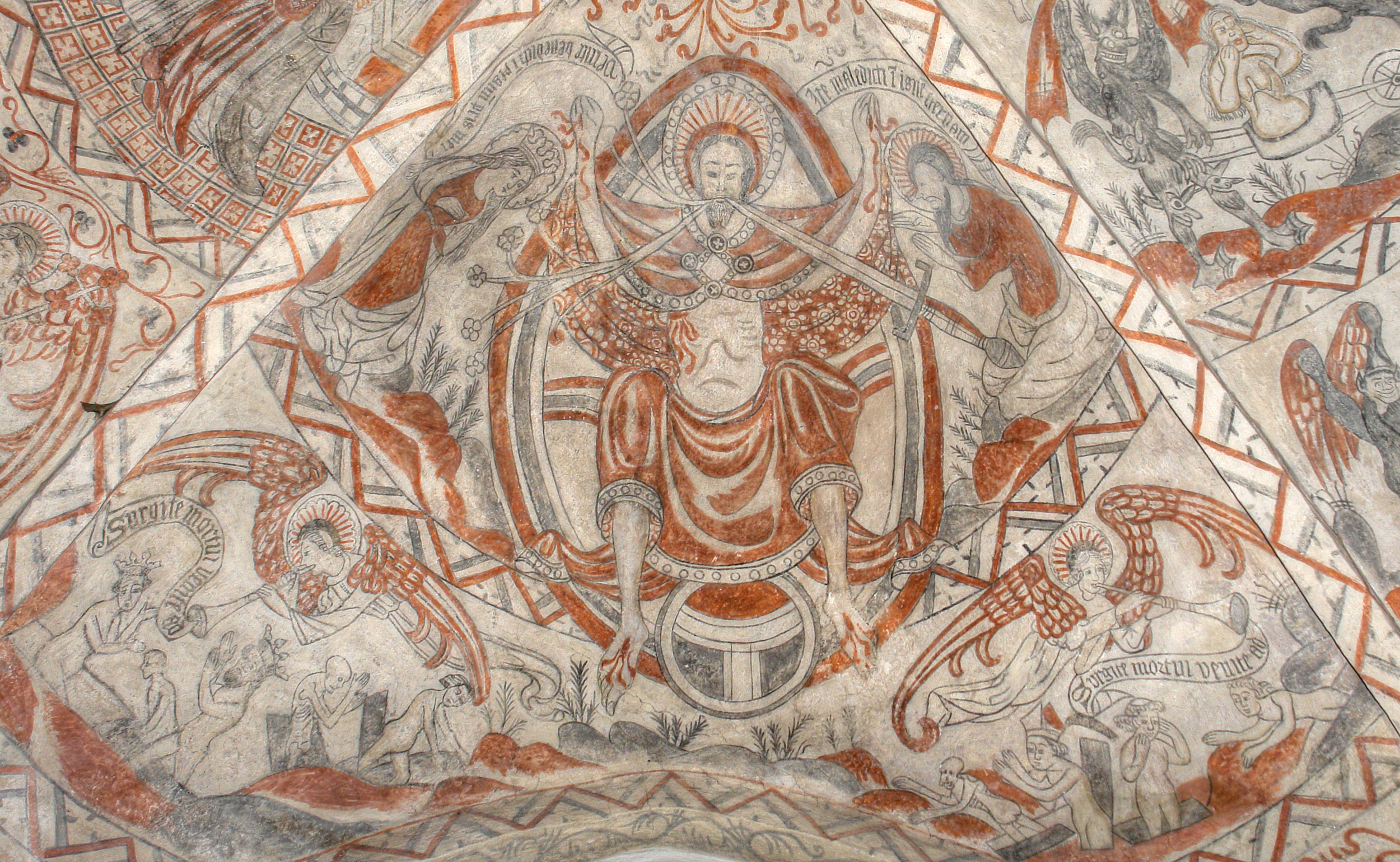
Jesus in de mandorla
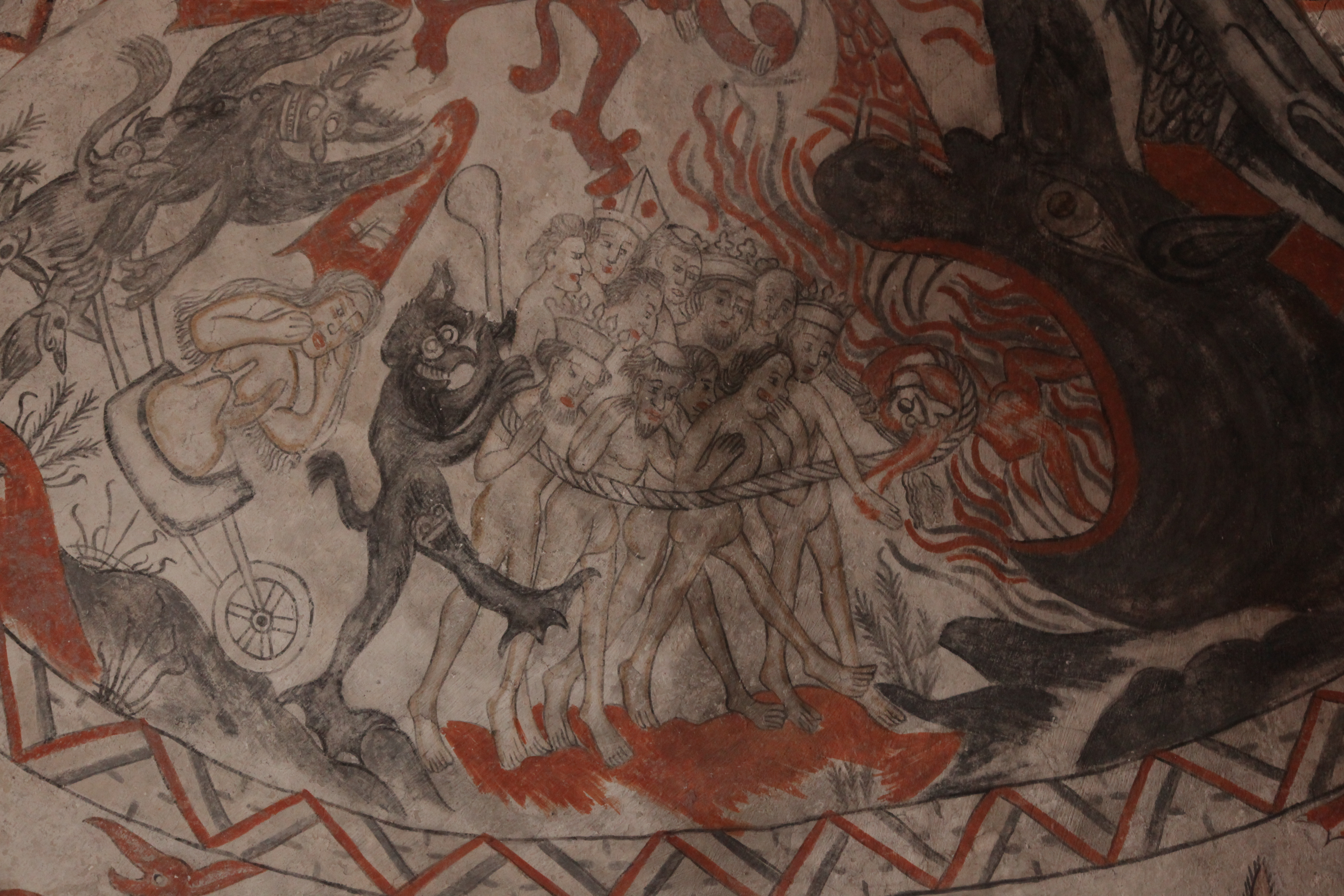
Laatste oordeel
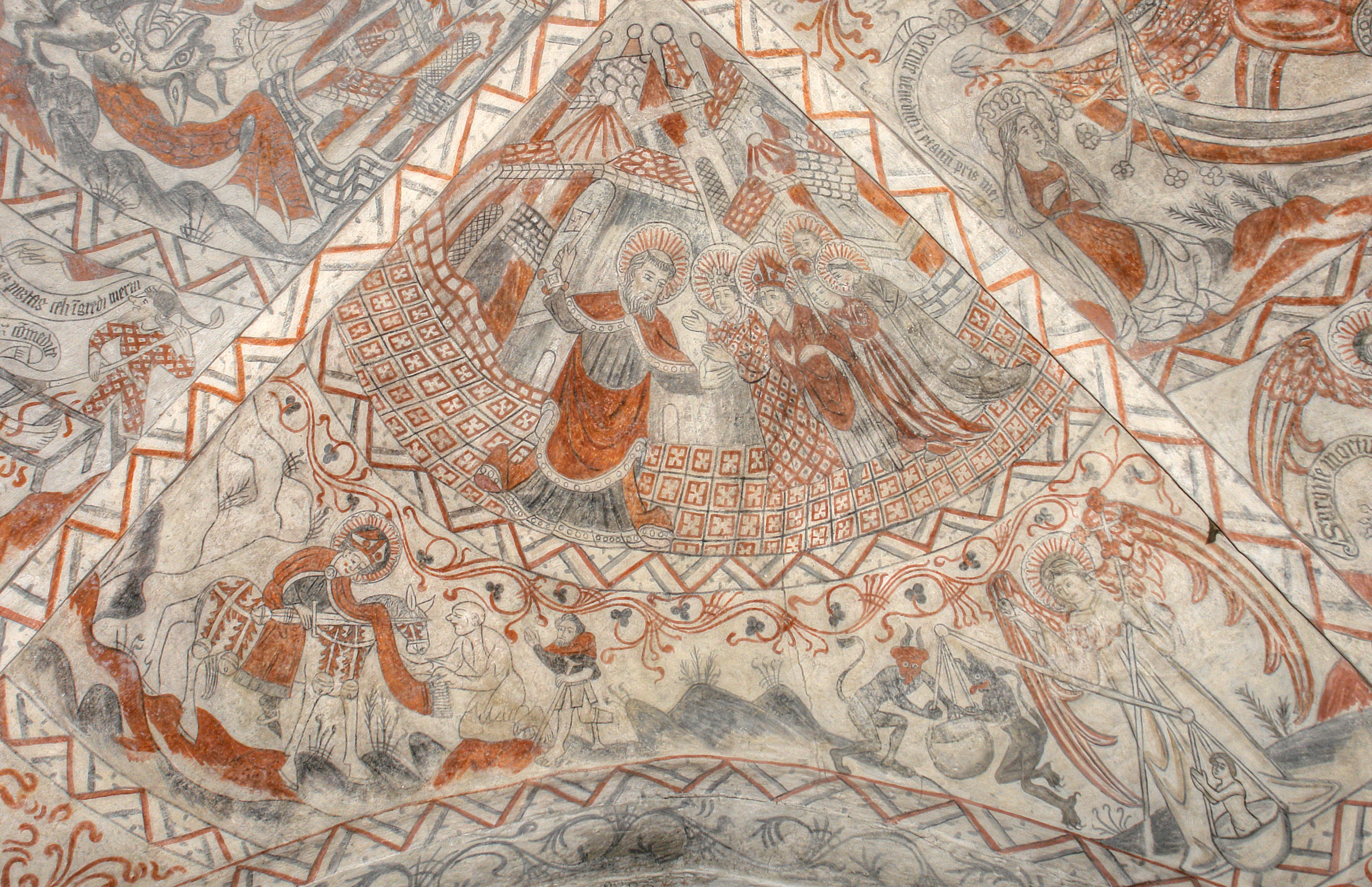
Hemelse stad
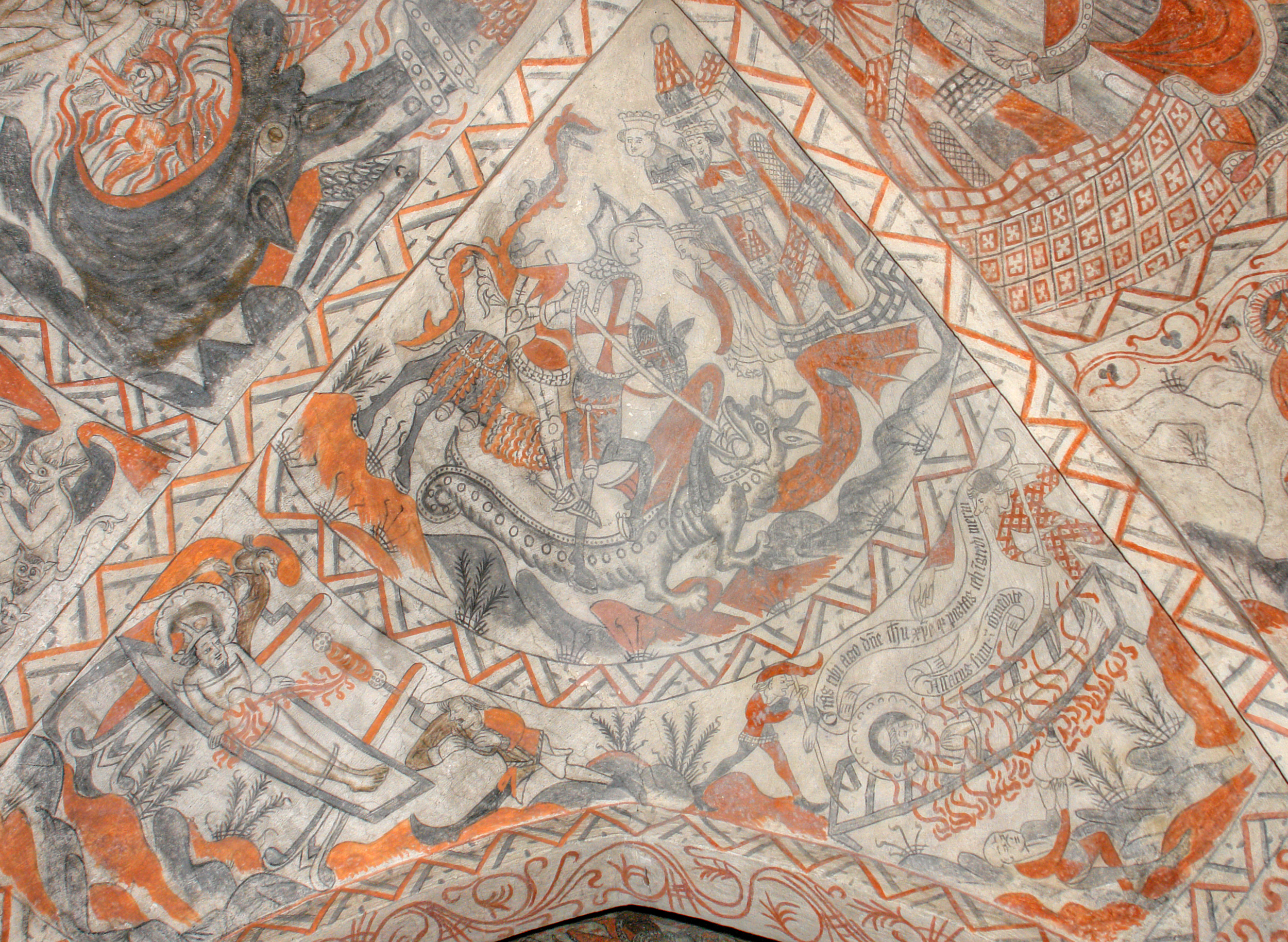
Sint-Joris de drakendoder

Boven de voormalige ingang voor mannen op de westelijke kant van het schip zijn een paar fresco's die recent werden gerestaureerd. Het gaat hier voornamelijk op een gedeeltelijke voorstelling van het Rad van Fortuin: de koning op weg naar boven (regnabo - ik zal regeren) en de koning aan de top van zijn macht (regno (ik regeer) bleven bewaard, maar niet de beide voorstellingen van de neergang en de vergankelijkheid. Aan de linker kant ziet men een spreuk, waaraan alleen de naam Salomon goed te lezen was. Hier heeft een sterke restauratie plaatsgevonden. De plaats van het fresco's duidt er op dat hij als patroonheilige van de kerk hier een altaar had.
Op de muren van de kerk zijn nog een aantal wijkruizen, die vermoedelijke werden geschilderd op de plaatsen waar de bisschop de muren met wijwater besprenkelde tijdens kerkwijdingen.

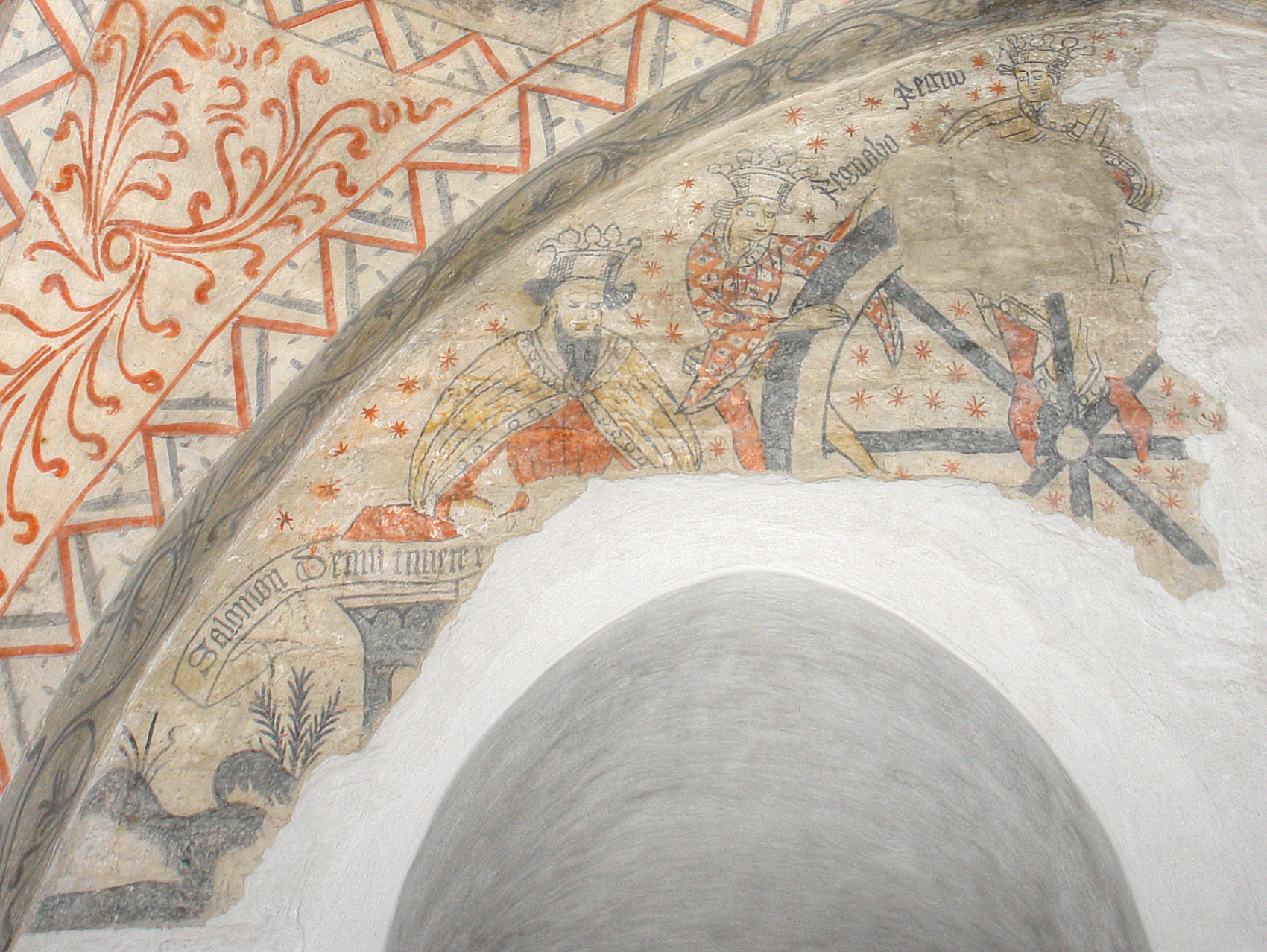
Rad van Fortuin
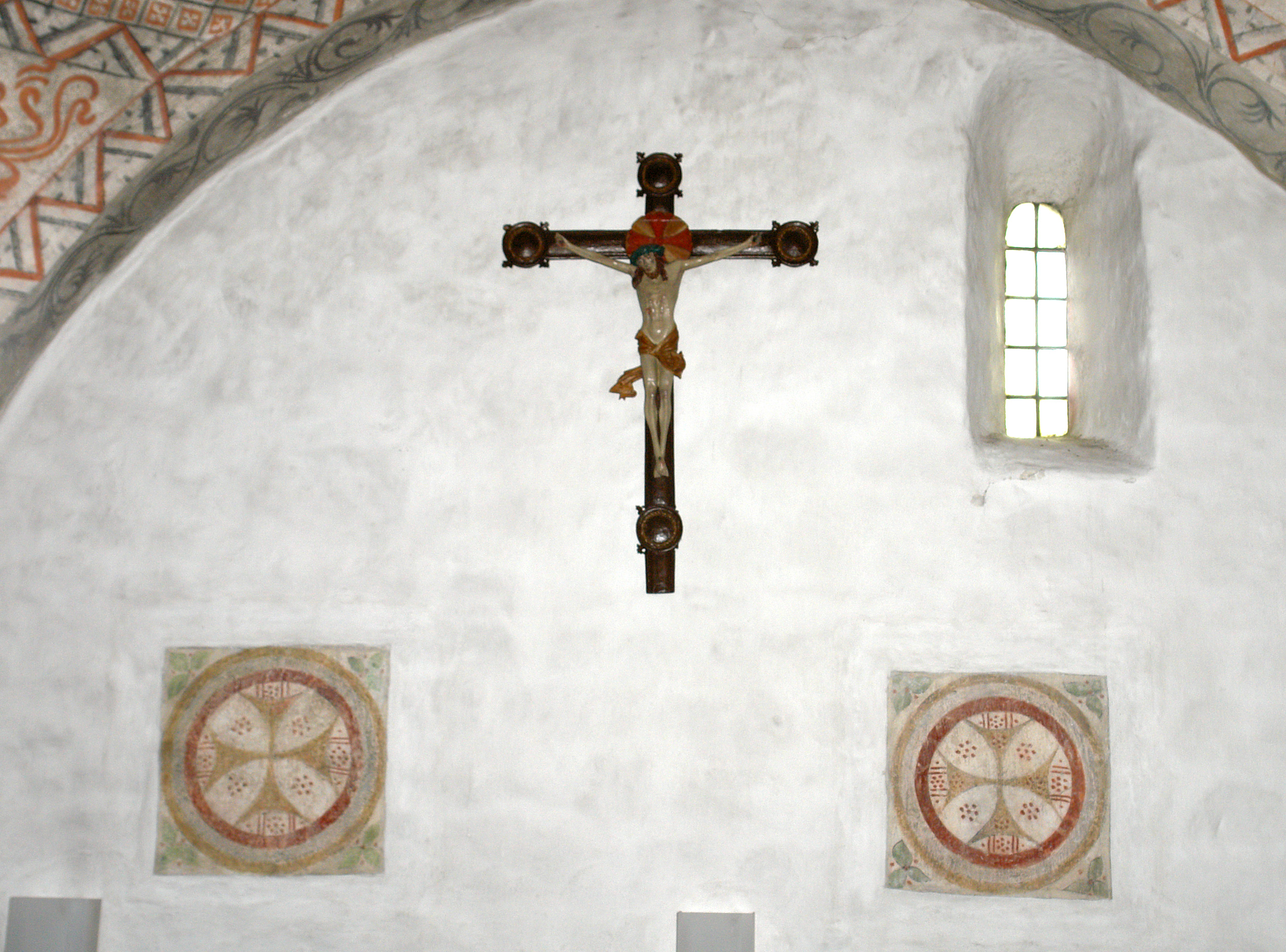
Wijkruizen